# Węgry na Mistrzostwach Świata w Lekkoatletyce 2019
Węgry na Mistrzostwach Świata w Lekkoatletyce 2019 – reprezentacja Węgier podczas mistrzostw świata w Doha liczyła 16 zawodników.

## Medaliści
| Medal | Zawodnik     | Konkurencja | Rezultat | Data           |
| ----- | ------------ | ----------- | -------- | -------------- |
| brąz  | Bence Halász | rzut młotem | 78,18    | 2 października |

## Skład reprezentacji

### Kobiety
| Zawodniczka             | Konkurencja                   | Eliminacje | Eliminacje | Półfinał | Półfinał | Finał   | Finał   | Źródło      |
| Zawodniczka             | Konkurencja                   | Wynik      | Pozycja    | Wynik    | Pozycja  | Wynik   | Pozycja | Źródło      |
| ----------------------- | ----------------------------- | ---------- | ---------- | -------- | -------- | ------- | ------- | ----------- |
| Gréta Kerekes           | bieg na 100 m przez płotki    | 13,11      | 24.        | NQ       | NQ       | NQ      | NQ      | [ 1 ] [ 2 ] |
| Luca Kozák              | bieg na 100 m przez płotki    | 13,00      | 21. Q      | 12,87    | 13.      | NQ      | NQ      | [ 1 ] [ 2 ] |
| Viktória Wagner-Gyürkés | bieg na 3000 m z przeszkodami | 9:52,11    | 37.        | —        | —        | NQ      | NQ      | [ 3 ]       |
| Viktória Madarász       | chód na 20 km                 | —          | —          | —        | —        | 1:47:38 | 39.     | [ 4 ]       |

| Zawodniczka       | Konkurencja    | Kwalifikacje | Kwalifikacje | Finał | Finał   | Źródło      |
| Zawodniczka       | Konkurencja    | Wynik        | Pozycja      | Wynik | Pozycja | Źródło      |
| ----------------- | -------------- | ------------ | ------------ | ----- | ------- | ----------- |
| Petra Farkas      | skok w dal     | 6,44         | 23.          | NQ    | NQ      | [ 5 ] [ 6 ] |
| Anasztázia Nguyen | skok w dal     | 6,54         | 11. q        | 6,26  | 12.     | [ 5 ] [ 6 ] |
| Anita Márton      | pchnięcie kulą | 18,44        | 9. Q         | 18,86 | 5.      | [ 7 ] [ 8 ] |
| Réka Gyurátz      | rzut młotem    | 67,41        | 23.          | NQ    | NQ      | [ 9 ]       |
| Réka Szilágyi     | rzut oszczepem | 56,26        | 25.          | NQ    | NQ      | [ 10 ]      |

### Mężczyźni
| Zawodnik         | Konkurencja                | Eliminacje | Eliminacje | Półfinał | Półfinał | Finał   | Finał   | Źródło |
| Zawodnik         | Konkurencja                | Wynik      | Pozycja    | Wynik    | Pozycja  | Wynik   | Pozycja | Źródło |
| ---------------- | -------------------------- | ---------- | ---------- | -------- | -------- | ------- | ------- | ------ |
| Valdó Szűcs      | bieg na 110 m przez płotki | 13,60      | 22.        | NQ       | NQ       | NQ      | NQ      | [ 11 ] |
| Máté Helebrandt  | chód na 50 kilometrów      | —          | —          | —        | —        | DNF     | DNF     | [ 12 ] |
| Bence Venyercsán | chód na 50 kilometrów      | —          | —          | —        | —        | 4:45:04 | 26.     | [ 12 ] |

| Zawodnik            | Konkurencja    | Kwalifikacje | Kwalifikacje | Finał | Finał   | Źródło        |
| Zawodnik            | Konkurencja    | Wynik        | Pozycja      | Wynik | Pozycja | Źródło        |
| ------------------- | -------------- | ------------ | ------------ | ----- | ------- | ------------- |
| János Huszák        | rzut dyskiem   | 60,45        | 28.          | NQ    | NQ      | [ 13 ]        |
| Bence Halász        | rzut młotem    | 76,90        | 6. Q         | 78,18 | 3.      | [ 14 ] [ 15 ] |
| Krisztián Pars      | rzut młotem    | 73,05        | 22.          | NQ    | NQ      | [ 14 ] [ 15 ] |
| Norbert Rivasz-Tóth | rzut oszczepem | 83,42        | 9.           | 79,73 | 9.      | [ 16 ] [ 17 ] |